# تک‌تیرانداز ۳
تک‌تیرانداز ۳ (به انگلیسی: Sniper 3) یک فیلم ویدئویی آمریکایی در ژانر اکشن سال ۲۰۰۴ میلادی که دنباله قسمت قبلی بنام تک تیرانداز ۲ میباشد. از بازیگران آن می‌توان به تام برنگر، بایرون من، جان دومن، و ژانتا آرنت اشاره کرد.